# Johann Schweigger
Johann Salomo Christoph Schweigger, född 8 april 1779 i Erlangen, död 6 september 1857 i Halle an der Saale, var en tysk fysiker och kemist; son till Friedrich Christian Lorenz Schweigger, bror till August Friedrich Schweigger och far till Karl Ernst Theodor Schweigger.
Schweigger blev 1802 professor vid gymnasiet i Bayreuth och 1811 vid Polytechnikum i Nürnberg samt utnämndes 1817 till professor i fysik och kemi vid universitetet i Erlangen och kallades 1819 för samma befattning till Halle an der Saale. 
Schweigger vann rykte genom forskning på elektricitetens och galvanismens områden. Bland uppfinningar av honom märks främst den efter honom uppkallade elektromagnetiska multiplikatorn (sedermera kallad galvanometer, 1821). År 1812 uppställde han den elektrokemiska teorin, att alla kroppars minsta delar är kristallformade och att dessa "mikrokristaller" har lika många elektriska poler som hörn.